# Handelsbeurs

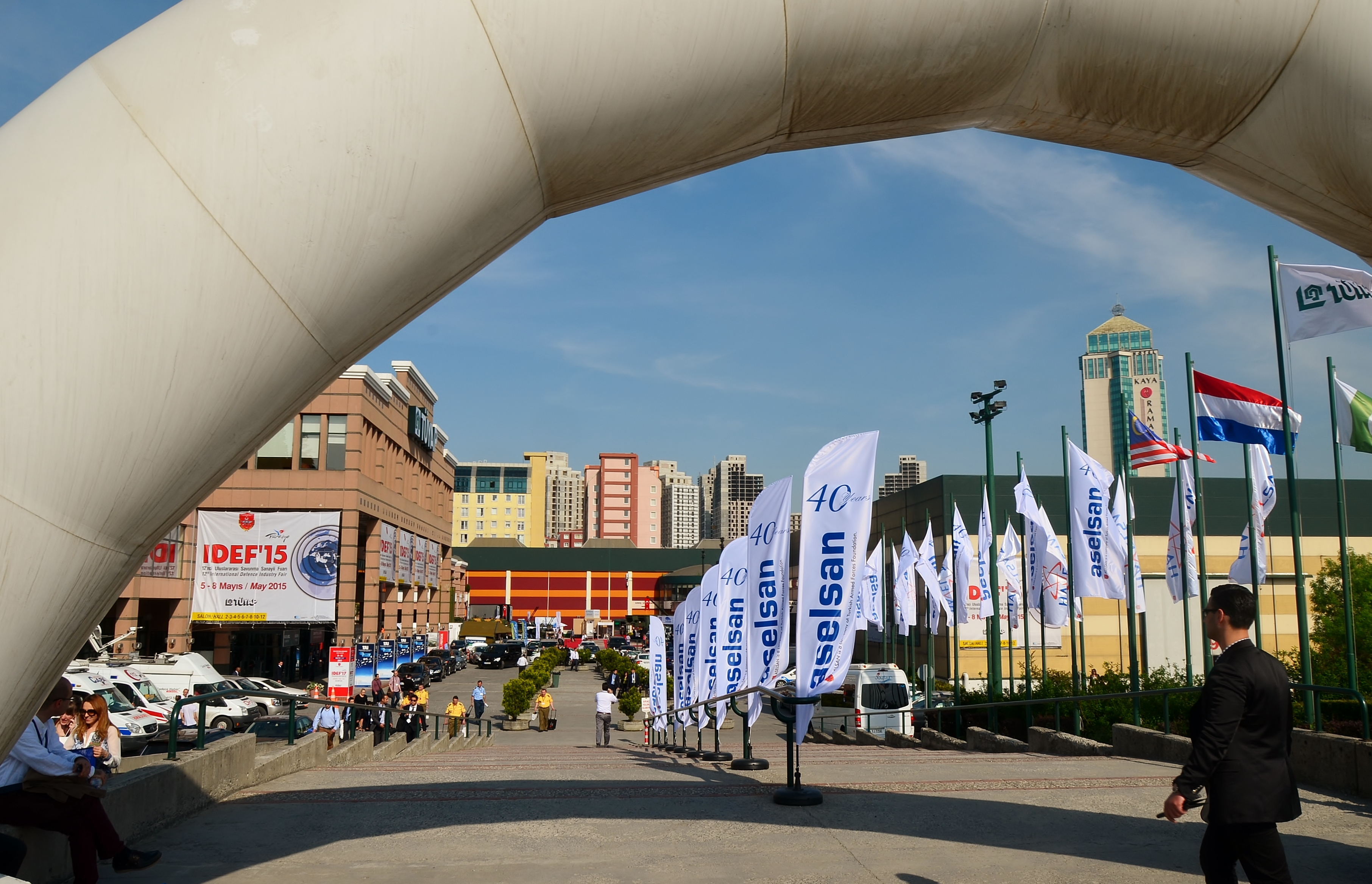
Een handelsbeurs voor defensiespecialisten in Turkije

Een handelsbeurs is een tentoonstelling die georganiseerd wordt zodat bedrijven uit een specifieke industrie hun nieuwe producten en diensten kunnen tentoonstellen en demonstreren. 
In het algemeen kunnen handelsbeurzen niet open zijn voor het publiek, maar enkel bezocht worden door bedrijfsvertegenwoordigers en de pers. Wanneer enkel personen uit de betreffende bedrijfssector tot de beurs worden toegelaten, spreekt men van een vakbeurs. Is echter ook publiek toegestaan, heeft men het over een consumentenbeurs.
In een gemengde vorm, zoals de Internationale Boekenbeurs (Frankfurter Buchmesse) te Frankfurt, zijn enkele dagen gereserveerd voor vakmensen en de laatste dagen eveneens voor het publiek.

## Voorbeelden
Voorbeelden van handelsbeurzen zijn:
- CeBIT en COMDEX (computerindustrie)
- Photokina (fotografie-sector)
- Consumer Electronics Show